# Cadel Evans Great Ocean Road Race 2024
La Cadel Evans Great Ocean Road Race 2024, ottava edizione della corsa, valevole come seconda prova dell'UCI World Tour 2024 categoria 1.UWT, si svolse il 28 gennaio 2024 su un percorso di 174,3 km, con partenza e arrivo a Geelong, in Australia. La vittoria fu appanaggio del neozelandese Laurence Pithie, il quale completò il percorso in 4h17'40", alla media di 40,587 km/h, precedendo l'eritreo Natnael Tesfatsion ed il tedesco Georg Zimmermann.
Sul traguardo di Geelong 79 ciclisti, degli 87 partenti, portarono a termine la competizione.

## Squadre e corridori partecipanti
| N.    | Cod. | Squadra               |
| ----- | ---- | --------------------- |
| 1-7   | ARK  | Arkéa-B&B Hotels      |
| 11-17 | AQT  | Astana Qazaqstan Team |
| 21-27 | COF  | Cofidis               |
| 31-37 | EFE  | EF Education-EasyPost |
| 41-45 | GFC  | Groupama-FDJ          |
| 51-57 | IGD  | Ineos Grenadiers      |
| 61-67 | IWA  | Intermarché-Wanty     |

| N.      | Cod. | Squadra                   |
| ------- | ---- | ------------------------- |
| 71-77   | LTK  | Lidl-Trek                 |
| 81-87   | DFP  | Team DSM-Firmenich PostNL |
| 91-97   | JAY  | Team Jayco AlUla          |
| 101-107 | IPT  | Israel-Premier Tech       |
| 111-117 | ARA  | ARA-Skip Capital          |
| 121-127 | BLN  | Team BridgeLane           |

## Ordine d'arrivo (Top 10)
| Pos. | Corridore          | Squadra     | Tempo    |
| ---- | ------------------ | ----------- | -------- |
| 1    | Laurence Pithie    | Groupama    | 4h17'40" |
| 2    | Natnael Tesfatsion | Lidl        | s.t.     |
| 3    | Georg Zimmermann   | Intermarché | s.t.     |
| 4    | Corbin Strong      | Israel      | s.t.     |
| 5    | Jhonatan Narváez   | Ineos       | s.t.     |
| 6    | Axel Mariault      | Cofidis     | s.t.     |
| 7    | Chris Hamilton     | DSM         | s.t.     |
| 8    | Christian Scaroni  | Astana      | s.t.     |
| 9    | Jonas Rutsch       | EF          | s.t.     |
| 10   | Louis Barré        | Arkéa       | s.t.     |